# Basileuterus melanogenys
Basileuterus melanogenys е вид птица от семейство Parulidae.

## Разпространение
Видът е разпространен в Коста Рика и Панама.